# Peter Fister
Peter Fister, slovenski pravnik in politik, * 1759, Naklo, † marec 1800, Ljubljana.
Fister je bil župan Ljubljane sedem let, od leta 1787 dalje, do smrti je ostal magistratni svetnik.